# Nečas-kormány
A Nečas-kormány a Cseh Köztársaság tizenegyedik kormánya volt, 2010 nyara és 2013 között kormányozta az országot. Az önmagát "költségvetési felelősség kormánya" néven meghatározó koalíciós kormányt a jobboldali ODS, TOP 09 és Közügyek támogatták.  A kormány sok korábbi cseh kormányhoz hasonlóan instabil volt, a koalíció még a politikai ciklus vége előtt felbomlott, súlyos válságba taszítván a cseh jobboldalt. A Nečas-kormányhoz fűződik a 2008-as pénzügyi válság kezelése, egy később visszavont nyugdíjreform, illetve az addigi legnagyobb csehországi korrupciós és magánéleti botrány, amely a kormány bukásához és előrehozott választásokhoz vezetett.

### Kormányalakítás
A 2010-es választás után a kormányzó többség megalkotására képes pártok, az ODS, a TOP 09 és a Közügyek június 11-én tartották első tájékozódó megbeszéléseiket. A pártok elsőként egy szándéknyilatkozatot írtak alá, amelyben közös kormányalakítási szándékaikat jelezték a közvélemény irányába. A pártok a kormány legfontosabb feladataként a korrupció elleni küzdelmet és a rohamosan növekvő költségvetési hiány megfékezését nevezték. A kormányalakítási tárgyalások jó ütemben haladtak előre, így június 27-én Klaus elnök nyilvánosan is bejelentette, hogy Nečast fogja kinevezni miniszterelnöknek. Nečast a kormányalakítási tárgyalások befejeződése előtt, június 28-án a Hradzsinban tartott rövid ceremónián nevezte ki miniszterelnöknek Klaus elnök. A miniszterek kinevezése két héttel később, július 13-án történt meg. A Nečas-kormány a korábban nem látott kényelmes parlamenti háttérrel (118 képviselő a 200 fős alsóházban) kezdhetett hozzá a kormányzáshoz.

## A kormányzás főbb eseményei

### Takarékoskodási intézkedések
A Nečas-kormány első intézkedései az ország pénzügyi fenntarthatóságának helyreállítására irányultak. Az első megszorító csomagot Miroslav Kalousek pénzügyminiszter kezdeményezte nem sokkal a kabinet hivatalba lépése után. A megszorító csomag célja az volt, hogy a 2010-es költségvetési hiányt a nemzeti össztermék 5,3%-a alatt tartsák, 2012-re pedig 3% környékére szorítsák, így az ország megszabaduljon az EU túlzottdeficit-eljárásától. A tárcák kiadásait letiltották, kiadásaikat megnyirbálták.Részben leállították és teljesen átütemezték az állami útépítési programokat. Jelentős elbocsájtásokat terveztek a közszférában és diplomáciai képviseleteket szüntettek meg. Ezzel együtt törekedtek az állam bevételeinek növelésére, elsősorban az adófizetési fegyelem növelésére. A megszorítások miatt a cseh gazdaság növekedése 2010-ben az előrejelzett 2,3% helyett csak 1,8% lett.
A megszorító csomag a társadalom jelentős rétegeinek ellenállásába ütközött. 2011 januárjában a cseh alkotmánybíróság jelentős intézkedéseket alkotmányellenesnek mondott ki és megsemmisített. A kormányzat működésének későbbi szakaszában többször visszatért a költségvetési megszorításokra való törekvés, ám a gazdasági helyzet stabilizálódásával és a parlamenti többség csökkenésével a képviselők egyre kevésbé voltak rávehetők a kormány támogatására.

### Nyugdíjreform
A kormányzat egyik célkitűzése volt, hogy a cseh nyugdíjrendszert fenntarthatóvá tegye. A Jaromír Drábek (TOP 09) által kidolgozott reform magánnyugdíj-alapok létrejöttét ösztönözte, ám az ezekbe történő belépést nem tette kötelezővé. A reform szerint a 35 évnél idősebbek önkéntes alapon csatlakozhattak a magánpénztárakhoz, amelyre jövedelmük 3+2%-át volt kötelező átutalni. A 35 évnél fiatalabbak is önkéntesen csatlakozhattak,viszont ha már korábban volt magánnyugdíj-megtakarításuk, akkor a csatlakozásuk kötelező volt. A magánpénztárhoz nem csatlakozók továbbra is az állam számára fizették be jövedelmük 28%-át. A félig állami, félig magánnyugdíj intézményét a baloldali ellenzéki pártok nem támogatták. 
A nyugdíjjárulékok magánszámlákra utaltatásával a cseh központi költségvetésben jelentős lyuk keletkezett, amelyet az ÁFA megemelésével próbáltak meg betömni.
A korábban nagyon várt reformot a társadalom és a pénzpiac is fanyalgással fogadta, a polgároknak az ÁFA emelésével kiegészített nyugdíjteher túl sok kiadást, a pénztárakat üzemeltető bankoknak a 3+2%-nyi járulék túl kevés bevételt jelentett. Az új rendszer nem lett sikeres, az állami nyugdíj helyett csak kevesen választották a magánpénztárakat. A törvény életbe lépését 2012-ben a jobboldali Klaus elnök is késleltette, amikor elnöki vétóval ideiglenesen megakadályozta annak életbe lépését. A Nečas-kabinet nyugdíjreformját az ellenzéki ČSSD kezdettől fogva támadta, kormányra jutása esetére pedig megszüntetését ígérte. A 2014-benmegalakult Sobotka-kormány a törvényt visszavonatta, a magánnyugdíjpénztárakban összegyűlt vagyont pedig visszavezették az állami rendszerbe.

### Vít Bárta vesztegetési ügye
Vít Bárta (Közügyek) közlekedési miniszterként dolgozott a kormányban annak megalakulása óta. A Közügyek ingatag párt volt, tagjai a parlamentbe jutás óta belső harcokat vívtak egymással, a párt tagjai között pedig bizalmatlanság alakult ki. Vít Bárta 2010 őszén a párt parlamenti frakciójának vezetőjeként felajánlotta képviselőtársainak, hogy szívesen nyújt számukra kölcsönöket és egyéb pénzügyi természetű segítséget. Cserébe (nem nyilvánosan) annyit kért, hogy a támogatott fél a frakcióban és a pártban is viszonzásként támogassa az ő politikai törekvéseit. Jaroslav Škárka Közügyek-képviselő igénybe is vette a Bárta által nyújtott hitelt, 170 000 koronát kért kölcsön a frakcióvezetőtől. Bárta hasonló módon próbálta megvesztegetni a közügyes Kristyna Kocí képviselőt is, aki azonban a pénz átvétele után feljelentést tett a rendőrségen a frakcióvezető ellen. A feljelentés után  Jaroslav Škárka is beszámolt a rendőröknek a "kölcsönről" és azt állította, hogy a vesztegetés elfogadásakor a korrupt Bárta lebuktatása motiválta. A botrány miatt Bárta 2011 áprilisában lemondott a közlekedési tárca vezetéséről. Petr Nečas személyesen vitte el Klaus elnökhöz Bárta lemondását és a találkozón azt közölte vele, hogy elveszítette bizalmát két másik közügyes miniszterben is, ezért kérte Radek John belügyminiszter és Josef Dobeš oktatási miniszter menesztését is. Klaus szerint azonban a miniszterek eltávolítása a kormánykoalíció végét és szükségtelenül korai új választásokat jelentett volna, így megtagadta a miniszterelnök kérését. A kormányfő így tárgyalásokba bocsátkozott a koalíciós pártokkal, amelynek végén alku született. A kormányból Bárta mellett távoznia kellett Radek John belügyminiszternek is, de Dobeš oktatási miniszter a helyén maradhatott. A Bárta-ügyből keletkezett kormányválság az első alkalom volt, amely láthatóvá tette a koalíciós partnerek közötti mélységes bizalmatlanságot.
2012 áprilisában Vít Bártát első fokon a bíróság másfél év felfüggesztett börtönbüntetésre ítélte. Jaroslav Škárka három év letöltendő börtönt kapott csalásért. Másodfokon a bíróság mindkettejüket felmentette.

### 2012 áprilisi kormányválság
2012 tavaszán a Közügyek vezetése aktivizálta magát és politikai hadjáratot indított a koalíciós társak ellen. Követelésük kettős volt. A Közügyek az államháztartás további reformját sürgetve követelte, hogy újból emeljék meg az ÁFA-tés az egyetemek vezessenek be beiratkozási díjat (gyakorlatilag tandíjat). A párt kezdeményezte a nyugdíjemelés mértékének csökkentését, illetve a magas keresetűek adójának rendezését. A párt politikai téren is követelésekkel állt elő. A kormányzás megkezdésekor a Közügyek még öt kormánytagot delegált, ám ez az évek alatt háromra csökkent. A párt azt követelte, hogy a miniszterelnök távolítsa el a kirúgott közügyes miniszterek helyére ültetett független szakembereket, a helyükre pedig a párt új embereket delegálhasson. További követelés volt, hogy a 15 minisztériumból álló kormányt csökkentsék 12-re. A párt kijelentette, hogy ha követeléseiket a koalíciós partnerek elutasítják, akkor visszahívják minisztereiket és a parlamentben nem támogatják tovább a Nečas-kabinetet.
Nečas idegesen reagált a Közügyek ultimátumára. A kormányfő tárgyalásokba kezdett a pártokkal, majd április közepére jelentős haladást értek el. A pénzügyi megszorítások tekintetében a három párt megállapodásra jutott. A politikai követelések teljesítését Nečas további tárgyalásokon akarta rendezni, ebben a kérdéskörben a Közügyek türelmet mutatott. A további tárgyalásokra azonban nem került sor, mert a Közügyek a szétesés peremére jutott.

### A Közügyek pártszakadása
A VV folyamatosan belső konfliktusokkal küzdött, a protestpárt egyre ingatagabb partnere volt a két konzervatív pártnak. Korábban a VV által delegált Vít Bárta mondott le a közlekedési miniszteri posztról korrupciós vád miatt. Ügye 2012 tavaszára jutott el ítéletig, a volt minisztert a bíróság április 16-án bűnösnek találta és felfüggesztett börtönre ítélte, míg a VV egy másik képviselője három év börtönt kapott. A korrupciós ügy kirobbanása miatt Nečas kijelentette, hogy nem akar tovább együtt kormányozni a Közügyekkel.
A pártban korábban meglévő konfliktusok miatt a helyzet gyorsan elfajult és a kormány bukásával fenyegetett. A VV alelnöke Karolina Peake miniszterelnök-helyettes 2012. április 17-én bejelentette, hogy megelégelte párttársai romboló politizálását, ezért távozik a szervezettől és új pártot alapít. A Közügyek nélkül a kormánykoalíciónak a 200 fős törvényhozásban csak 93 képviselője volt, így a kormány sorsa kérdésessé vált. Peake lépése szakadást idézett elő a párt parlamenti frakciójában, a kiugró miniszterhez egy hét alatt hét parlamenti képviselő csatlakozott. Nem tartott a kilépőkkel Radek John pártelnök, aki pártja széthullását látva a Nečast vádolta a legkisebb szövetséges szétverésével. Radek április 22-én találkozott a koalíciós partnerekkel és bejelentette, hogy a VV kilép a kormánykoalícióból. Radekkel ellenzékbe vonult a VV kilenc képviselője, míg a Peake köré csoportosuló 12 képviselő tovább támogatta a kormányt. A VV-frakció szakadása után bizonytalan volt, hogy a kormánynak mögött ott áll-e a képviselők többsége, ezért április 28-án Nečas bizalmi szavazást kért kormánya ellen. A bizalmi szavazáson a kormányt 105 képviselő támogatta, 93 pedig ellene szavazott, így Nečas kormánya a 2012 áprilisi kormányválságot túlélte. A Peake által vezetett képviselők az év hátralevő részében újraszervezték önmagukat, majd 2012 novemberében Liberális Demokraták (LIDEM) néven új pártot hoztak létre önálló parlamenti frakcióval. A LIDEM koalíciós szerződést írt alá a kormánypártokkal, így a VV helyére lépett.

### Egyházi kárpótlási törvény
A csehországi rendszerváltás egy régóta húzódó és befejezetlen ügye volt a cseh egyházak kárpótlása. A csehszlovák állam 1948 előtt is vett birtokba egyházi javakat, ám az korábbi törvény szerint ezekért kárpótlást adott. 1948 februárjában hatalomra jutott a KSČ, az állam ezután nagy mennyiségben kobozta el kárpótlás nélkül a különböző egyházak által birtokolt ingatlanokat, vagyontárgyakat, intézményeket. A cseh politikai szféra és társadalom elvárása is az volt, hogy a kárpótlási törvény csak a kommunista kormányzat által államosított vagyont érintse, a korábban különböző jogcímeken állami kezelésbe került egyházi és külföldi vagyonra pedig semmilyen formában ne legyen érvényes, tehát ne kerülhessen sor a Beneš-dekrétumok következtében elvett javak visszaperlésére. A törvény első változatában még 2011-ben egyeztek meg a koalíciós partnerek. A konzervatív kormány a szociáldemokraták 2008-as (el nem fogadott) javaslatánál látszólag bőkezűbb ajánlatot tett az egyházaknak, amely szerint több volt egyházi tulajdon kerülne vissza az egyházakhoz, ám a korábbinál kisebb értékben. A tervezet értelmében az egyházak 77 milliárd korona értékben kaptak volna ingatlanokat, a már vissza nem adható vagyonért (pl. beépített szántóföldek, harmadik fél törvényes birtokába jutott javak) pedig további 59 milliárdot fizetne ki az állam a megállapodást követő 30 év alatt. A parlamenti tárgyalást megelőző kormányon belüli egyeztetésen úgy tudott átmenni a javaslat, hogy a kormányfő megfenyegette a közügyes minisztereket: ki fogja rúgni azt, aki nem szavazza meg a javaslatot.
A világias felfogású cseh társadalom kétharmada nem támogatta az egyházak kártalanítását. Az egyházak kárpótlását az ellenzék is elutasítással fogadta. (Az ellenzéki pártok az állam 2008-as gazdasági válság utáni pénztelenségére hivatkozva ellenezték a kárpótlást.) Ennél nyugtalanítóbb volt, hogy kormánypártok soraiban is ellenállást tanúsító képviselők bukkantak fel, akiket nem hatott meg Nečas fenyegetőzése. A Közügyek frakciója erősen megosztott volt, a parlamenti frakció jelentős része nem is volt hajlandó a törvény megszavazására, az ellenállók közé tartozott az ODS jónéhány képviselője is, ők pedig az ellenzéki táborral kiegészülve a parlament többségét adták. A miniszterelnök csak november elejére tudta annyira megerősíteni parlamenti hátterét, hogy az ügyet újra napirendre tűzzék. A törvény a november eleji szavazáson a tervezet minimális többséggel (103 igen szavazat) ment át. A kárpótlás ügyében folytatott politikai bozótharc az addigi mélypontra vitte a fő kormánypárt népszerűségét. A társadalom elutasítása mellett még a jobboldali Klaus elnök is kifejezte a törvénnyel szembeni ellenérzéseit: nem volt hajlandó ellenjegyezni a dokumentumot, amely így példátlan módon elnöki jóváhagyás nélkül lépett életbe.

### Bizalmatlansági indítványok
A Nečas-kormány a kezdeti 59%-os parlamenti háttér ellenére ingatag támogatottságú testület volt. A költségvetési reform elindulása után az ellenzéki ČSSD támogatottsága hamar 30% fölötti értékre emelkedett, míg a kormánypártok gyengélkedtek,sok parlamentben helyet foglaló kormánypárti képviselő közül sem támogatta a reformokat. 2011 tavaszától az erősen ingadozó Közügyeket a közvélemény-kutatók a bejutási küszöb alámérték, így az ellenzék számára a választási győzelem lehetőségével kecsegtetett,ha sikerül megbuktatni a konzervatív kormányzatot. A Nečas-kormány kormány ellen összesen hat bizalmatlansági indítványt adtak be, zömében a kormány körül kipattanó korrupciós botrányokat követően, de ezek közül egyiket sem sikerült sikerre vinni.
| Sorszám | Dátum              | Kezdeményező | Szükséges szavazat | Támogató   | Ellenző     | Eredmény     | Benyújtás oka |
| ------- | ------------------ | ------------ | ------------------ | ---------- | ----------- | ------------ | --- |
| 1.      | 2010. december 20. | ČSSD         | 101 (50,5%)        | 80 (40%)   | 113 (56,5%) | ✗ sikertelen | A prágai szennyvíztisztító felújítására kiutalt pénzek egy része az ODS-hez került.                                                        |
| 2.      | 2011. április 26.  | ČSSD         | 101 (50,5%)        | 84 (42,5%) | 114 (57%)   | ✗ sikertelen | Vít Bárta korrupciós botránya. |
| 3.      | 2012. március 20.  | ČSSD         | 101 (50,5%)        | 85 (42,5%) | 113 (56,5%) | ✗ sikertelen | A kormány reformpolitikája. |
| 4.      | 2012. július 17.   | ČSSD         | 101 (50,5%)        | 89 (44,5%) | 89 (44,5%)  | ✗ sikertelen | Az ellenzék szerint a pénzügyminiszter megpróbálta megakadályozni a rendőrség nyomozását Vlasta Parkanová volt honvédelmi miniszter ellen. |
| 5.      | 2013. január 17.   | ČSSD         | 101 (50,5%)        | 92 (46%)   | 97 (48,5%)  | ✗ sikertelen | A ČSSD szerint Klaus államfő a közérdek figyelmen kívül hagyásával hirdetett amnesztiát, a kormány pedig segítette ebben.                  |
| 6.      | 2013. június 16.   | ČSSD         | 101 (50,5%)        |            |             |              | A kormányfő környezetének korrupciós ügyei. A szavazásra nem került sor, a kormányfő lemondott.                                            |

### A Nagyova-ügy és a kormány bukása
A kormány bukását végül nem a parlamenti háttér felmorzsolódása vagy a koalíciós partnerek elválása okozta, hanem a miniszterelnök, a miniszterek, a kormányt támogató parlamenti képviselők személyét érintő elsöprő erejű magán- és közéleti botránysorozat. A Nagyova-ügyként elhíresült botrány pár nap alatt a jobboldali kormányzat összeomlásához vezetett.

#### Képviselők megvesztegetése
A koalíciós pártok számára a legfőbb kihívás volt, hogy kormányuk stabilizálja az ország pénzügyi helyzetét, ezért a kormányprogram takarékoskodást és a lakosságot terhelő intézkedéseket tartalmazott. A megszorítások azonban nem tettek jót a kormányzó pártok népszerűségének, így a legnagyobb kormánypárt, az ODS képviselői is egyre nyugtalanabbá váltak. A 2012 nyarán a kormány által beterjesztett takarékossági törvénycsomagot az ODS néhány képviselőjének makacs ellenállása miatt a parlament nem tudta elfogadni. A megszorító csomag fontossága és a kormányzó pártok szűk többsége miatt felmerült a kérdés, hogy a kormánynak megvan-e még a parlamenti többsége. 2012 őszén az ellenzékkel szavazó kormánypárti képviselők közül a közvélemény számára érthetetlenül hárman is lemondtak. A helyükre érkező új képviselők már megszavazták a kormány javaslatait, a kormány visszanyerte parlamenti többségét, így az ügy látszólag elsimult.
A Cseh Államügyészség 2012 eleje óta titokban vizsgálódott a Nečas-kormányhoz közeli oligarchák korrupciós ügyeiben. A cseh korrupcióellenes rendőrség megfigyelte és lehallgatta Nagyova miniszterelnöki hivatalvezetőt, így kezükbe került az a 2012 szeptemberi üzenetváltás is, amelyben Nagyova az érintett képviselőknek biztos és jól fizető álláshelyeket ajánlott fel lemondásuk esetére.
Az ügyészség tudta, hogy a megállapodásnak megfelelően mindhárom lemondott képviselő a parlamentből történt távozását követően megkapta az ígért állásokat az állami tulajdonú nagyvállalatoknál. (Ivan Fuksa 2013 januárjában a prágai repülőtér vezérigazgatója lett, Marek Snajdr pedig az állami kőolajtartalékot kezelő Crepo igazgatótanácsába került be. Petr Tluchornak a cseh államvasút igazgatótanácsi tagságát ajánlották, de ő maga helyett inkább barátját, Libor Antost ültette be a vasútvállalatba.) 2013 februárjában Václav Láska prágai ügyvéd a lemondott képviselőkkel kötött politikai üzlet miatt feljelentést tett az ügyészségen. Az ügyészség kezdetben elutasította, hogy nyomozni kezdjen az ügyben, majd bejelentette, hogy mégis megkezdik vizsgálatukat a kormány ellen. A közvélemény így 2013 februárjában hallhatott először a kormány ellen zajló nyomozásokról.  Az ügyészség által a nyomozás megkezdése előtt rögzített anyagok szerint Nagyova hivatalvezető volt az, aki a renitens képviselők ily' módon történő kifizetésének lehetőségét felvetette, illetve szintén Nagyova volt az a személy, aki a miniszterelnök tudtával az érintettekkel a helycserét megtárgyalta. Az ügyészség úgy értékelte, hogy egy politikai engedményért cserébe felkínált üzleti vagy magánéleti előny hivatali vesztegetés, ezért folytatták a nyomozást és az adatok begyűjtését.

#### A miniszterelnök feleségének megfigyelése
A kormányban töltött évek alatt szerelmi viszony bontakozott ki Nečas miniszterelnök, illetve a miniszterelnöki hivatalt vezető Jana Nagyova között. A viszonyról a kormányban is és a sajtóban is különböző pletykák terjedtek. 2012 őszén Nečas és felesége szétköltöztek. Erről a közvélemény akkor még nem szerzett tudomást, de jelzés értékű volt, amikor 2013 év végén Nečas lemondta a Klaus elnök által a magas rangú állami hivatalnokok (és házastársaik) részére adott vacsoráját, hogy azon ne kelljen felesége nélkül megjelennie. 2013 januárjában Nečas házaspár közös közleményben tudatta a sajtóval, hogy külön élnek. Nagyova azonban azt szerette volna, ha Nečas el is válik a feleségétől, hogy kapcsolatukat a kívülállók előtt is elfogadtathassák. A helyzettel elégedetlen Nagyova hivatali hatalmával visszaélve utasítást adott a katonai titkosszolgálatnak, hogy figyeljék meg Nečas feleségét, sofőrjét, valamint a sofőr feleségét. A cseh katonai hírszerzés nem működhet belföldön, ezért vissza kellett volna utasítaniuk a megbízást, de nem tették. Engedvén a hivatalvezető nyomásának elkezdték a Radka Nečasovára vonatkozó kompromittáló adatok gyűjtését. A kormánytagok ügyeit ekkor már vizsgáló ügyészség is értesült a megbízásról, ezért a nyomozást kiterjesztették a megfigyelés ügyére is.

#### A miniszterelnök lemondása
A titkos ügyészségi nyomozás hónapokon át zajlott. Nem tudható, hogy a titkosszolgálat adatgyűjtése vezetett-e eredményre, vagy a Nečas házaspár magától határozott a válásról, de 2013. június 10-én a miniszterelnök és felesége közös közleményben bejelentette, hogy felbontják házasságukat. Az ügy a közvélemény számára 2013. június 13-án hajnalban pattant ki, amikor megkezdődtek a letartóztatások. Az ügyészség és a rendőrség szervezett bűnözés elleni bevetési csoportja letartóztatta az ügyben érintetteket. Őrizetbe vették Jana Nagyova hivatalvezetőt, Ivan Fuksa mezőgazdasági minisztert, Petr Tluchor korábbi ODS-frakcióvezetőt, több parlamenti képviselőt, illetve Ondrej Páleníket, a katonai titkosszolgálat korábbi vezetőjét. Nečas a letartóztatások napján úgy nyilatkozott, hogy nem követtek el törvénytelenséget, Nagyovában pedig maradéktalanul megbízik, ezért nem fog lemondani. A külföldi látogatáson tartózkodó Zeman államelnök azonban úgy nyilatkozott, hogy az események súlyára tekintettel a kormánynak le kellene mondania.
A kormányfő lemondásával a kormány ügyvezető kormánnyá alakulva még egy hónapig hivatalban volt. A kormány bukásakor a koalíció pártjai megkísérelték Miroslava Němcovát miniszterelnöknek jelölni. Němcova hiába mutatta be az őt támogató 101 képviselő aláírását az államfőnek, Zeman elnök nem volt hajlandó őt miniszterelnöknek kinevezni. Ehelyett Jiří Rusnokot, a korábbi pénzügyminisztert nevezte ki miniszterelnöknek, majd 2013 októberére előrehozott választást írt ki.
A Nečas-kormány bukása hatalmas megrázkódtatást jelentett a cseh jobboldalnak. A koalíciót vezető ODS korábbi 25%-os népszerűsége 15% körülire csökkent, a párt pedig kilenc évre kiszorult a kormányzásból. A LIDEM mikropárt maradt és már nem került be a következő törvényhozásba. A TOP-09-nél szintén hosszan tartó gyengélkedés következett, a párt csak a 2021-es választásra tudott ismét megerősödni.